# César Tahuil
César Enrique Tahuil Rivera (n. Caracas, Venezuela, 8 de septiembre de 1980) es un futbolista venezolano que se desempeña como delantero y actualmente milita en el Juventud Escazuceña de la Segunda división de Costa Rica.

## Clubes
| Club                  | País       | Año         |
| --------------------- | ---------- | ----------- |
| Estudiantes de Mérida | Venezuela  | 2000        |
| Estrella Roja FC      | Venezuela  |             |
| UCV FC                | Venezuela  |             |
| Leander de Miranda FC | Venezuela  | 2009 - 2011 |
| Juventud Escazuceña   | Costa Rica | 2011 - 2012 |
| Aserrí FC             | Costa Rica | 2011 - 2012 |
| Atlético Sucre CF     | Venezuela  | 2012        |
| UCV FC                | Venezuela  | 2013        |
| Deportivo Lara        | Venezuela  | 2014        |
| UCV FC                | Venezuela  | 2014 - 2015 |
| Municipal Santa Ana   | Costa Rica | 2015 - 2016 |
| Uruguay de Coronado   | Costa Rica | 2016 - 2017 |
| Juventud Escazuceña   | Costa Rica | 2017 - 2018 |

- Datos: Q25406056